# São Raimundo Esporte Clube (Amazonas)
O São Raimundo Esporte Clube ou apenas São Raimundo é um clube esportivo brasileiro com sede na cidade de Manaus, capital do estado do Amazonas. Foi fundado oficialmente em 18 de novembro de 1918, a partir junção do seu precursor Risófolis Clube Recreativo e de outros clubes amadores do bairro homônimo.
Recebe a alcunha de "Tufão da Colina" que também lhe serve como mascote, as cores azul royal e branco são suas cores oficiais. Sendo sua principal modalidade, o futebol, é um dos principais times do Amazonas, tendo conquistado 7 Campeonatos Amazonenses e 3 Copas Norte, sendo o maior campeão do torneio regional. Em âmbito nacional, possui 1 vice-campeonato do Campeonato Brasileiro de Futebol - Série C. Entre outros feitos, o São Raimundo foi o único clube amazonense a ter participado de um torneio internacional oficial, a Copa Conmebol de 1999, da qual foi semifinalista. O clube ainda participou por sete edições seguidas do Campeonato Brasileiro de Futebol - Série B e oito edições da Copa do Brasil.

## História
O São Raimundo Esporte Clube foi fundado oficialmente no dia 18 de novembro de 1918, logo após do fim do "boom" da Borracha em Manaus. O nome deve-se ao bairro do São Raimundo onde este é sediado, que por fim deve este nome ao santo, São Raimundo Nonato, que nasceu em 1204, na Espanha. O bairro em Manaus foi, por muito tempo, latifúndio da Igreja Católica, no século XIX, onde foi povoado por imigrantes nordestinos, imigrantes do interior amazônico e afrodescendentes. O bairro de São Raimundo está localizado do lado oposto do Centro histórico de Manaus, separado pela Ponte Fábio Lucena, que foi inaugurada em 1986.

### A união dos precursores
Antes do São Raimundo ser oficialmente fundado, considera-se que o clube teve alguns percursores entre 1915 e 1918 como outros clubes que pode ser considerado o próprio São Raimundo ainda em existência informal. Em 1915, época do "boom" no futebol no Amazonas, foi fundado o Risópolis Clube Recreativo por ideal de Francisco Rebelo e o Professor Assis. Mais tarde, em maio de 1918, o Risópolis passa a se chamar Risofólis que meses depois, após a fusão de alguns times amadores do bairro, é fundado oficialmente o São Raimundo Esporte Clube (em grafia da época São Raymundo Sport Club), nascido da união dos futebolistas locais para representar o bairro no esporte e as demandas sociais da comunidade, como era costume.

### Os fundadores e o nascimento para o futebol
Alguns dos fundadores do São Raimundo são: Belmiro Costa, Olímpio Carvalho, Carlos Frederico, José Quincas, Vidal, Sena e Queiróz. O presidente desse novo clube era Francisco Rebelo, idealizador do Risófolis anos antes e de outros clubes. A Primeira sede do clube localizava-se na mesma "rua da Ponte", a rua 5 de setembro. Antes de ter uma sede, as reuniões do clube eram em locais aleatórios e o seu campo velho de treinamento ficava onde hoje encontra-se o Colégio Estadual Pedro Silvestre e a atual sede social do clube.
O São Raimundo nasceu para prática do futebol, tanto que nos primeiros artigos do estatuto está destacado que os seus associados devem sempre priorizar a prática do futebol, mesmo que seja em detrimento de outros esportes.  O clube filiou-se à FADA no final da década de 40, mas só foi disputar a Primeira Divisão do estadual em 1956. Na época outros clubes de origem modesta também ingressaram no campeonato como o Sul América e o América.

### O Primeiro Jogo Interestadual em 1929
Na noite de sábado do dia 21 de julho de 1929, o Paysandu embarcou no navio a vapor Baependy, rumo a sua primeira excursão de jogos amistosos na capital Amazonense. Chegando em Manaus, foi recepcionado pela FADA e ficou decidido que o Paysandu realizaria partidas contra Cruzeiro do Sul, Rio Negro, Nacional e Seleção do Amazonas.[carece de fontes?]
Após ver o clube paraense empatar com Cruzeiro do Sul e Nacional e golear o Rio Negro por 8 a 0, a diretoria do São Raimundo resolveu ousar e convidou o campeão paraense para um amistoso em seu campo. O jogo não estava programado, mas a delegação paraense aceitou o convite de bom grado, pegando o barco rumo ao bairro periférico da cidade.[carece de fontes?]
A partida foi marcada para uma terça-feira, 6 de agosto. No dia do duelo, todo o comércio foi fechado para que todos os habitantes do local acompanhassem a partida. Naquele dia, antes do jogo, a diretoria do São Raimundo ofereceu uma churrascada para a delegação do Paysandu, no almoço. O confronto foi no antigo campo do São Raimundo, resultando em um empate de 2 a 2. Após o fim do jogo, ambos os times dirigiram-se à antiga sede social do clube, acompanhados de muitos populares, onde houve mais uma bela recepção para os visitantes.[carece de fontes?]

### Amadorismo até 1955
O São Raimundo disputou até o final de 1955 campeonatos amadores pelos bairros de Manaus. Apesar de quase 40 anos iniciais no futebol amador, o clube já arrastava uma multidão de torcedores aos seus jogos. Seu primeiro rival foi o Sul América, time do bairro vizinho, que ficou conhecido como Clássico Galo-Preto. Apesar do Sul-América ser 21 anos mais jovem que o São Raimundo, o time do bairro da Glória foi o primeiro a se "profissionalizar" associando-se a FADA, o que instigou a diretoria do São Raimundo não querer ficar atrás do rival.

### O promissor inicio da década de 60
Durante seus primeiros anos no estadual, o São Raimundo mostrava que vinha para incomodar e ser uma grande pedra no sapato dos adversários. Depois dos primeiros anos, na sua sexta participação na Primeira Divisão, o clube da Colina conquistou seu primeiro Campeonato Amazonense, em 1961, época em que o futebol do Amazonas ainda era amador.
Em 1964 o São Raimundo sem grandes posses, levou o futebol em frente e permaneceu no estadual e logo mostrou força. No primeiro estadual como time profissional, o clube alviceleste surpreendeu a todos conquistando o Segundo Turno depois de quase ser eliminado no primeiro turno qualificatório. Na final enfrentou o Nacional e perdeu o campeonato nas finais disputadas em 1965. Porem, dois anos depois veio enfim seu segundo campeonato, em 1966. Numa disputa em pontos corridos, o "Tufão" conquistou o título na última rodada após um empate no Clássico Rio-Nal que era tratado como a final do Campeonato, o que evitou que um dos dois o ultrapassasse.

### Jejum de 30 anos sem título
Após o título de 1966, veio a escassez de títulos, entretanto, engana-se quem acha que o São Raimundo sumiu. Apesar da crise que resultou na ausência de alguns campeonatos, o "Time do Povo" foi na contramão dos outros clubes de Manaus e valorizava os jogadores “pratas da casa”. O clube passou por diversas dificuldades, que rebaixaram seu poder econômico. Nos anos 80, o clube quase vendeu seu estádio e quase fechou as portas, inclusive não disputando os campeonatos de 1981 e 1982. Nos anos de 1993, 1994 e 1995 a fraqueza financeira não permitiu que o clube disputasse o "Barezão", até que Ivan Guimarães e Maneca assumiram seu departamento de futebol e o alavancam no cenário regional e nacional.

### Reorganização em 1996 e Renascimento em 1997
O São Raimundo, a partir de 1996, "renasceu" para o futebol do Amazonas. Ivan Guimarães e Maneca, o primeiro ex-radialista esportivo e o segundo, ex-presidente do Nacional durante muitos anos, colocaram a ideia para a presidência do São Raimundo de se criar um Departamento Autônomo dentro do clube. Orlando Saraiva (então presidente do São Raimundo) e outros diretores acataram e acreditaram na ideia. O departamento então chamou Aderbal Lana, que tinha um histórico recente muito bom no futebol amazonense, conquistando títulos e boas campanhas a nível nacional também com o Nacional.
A primeira competição fora do estado, a Série C de 1996.
No estadual de 1996 o clube ficou em quarto lugar e como o Amazonas teria três vagas, ficaria fora da Série C. Porem, o Cliper não demonstrou interesse em participar do torneio e o São Raimundo acabou herdando a vaga. A Série C daquele ano iniciaria dois dias depois do termino do estadual. O São Raimundo entrou no Grupo 1, com Rio Branco-AC, Ji-Paraná e Rio Negro, depois o rival amazonense acabou também desistindo da competição.
Primeiros frutos, o estadual de 1997
Em 1997 tudo começou a dar certo para o São Raimundo, primeiro dois grandes oponentes Nacional e Rio Negro saíram do estadual, assim o clube se tornava o centro das atenções no futebol do estado naquele ano, principalmente pelos nomes que estavam a frente do seu departamento de futebol. Depois de um primeiro semestre inteiro sem disputas, foi o único clube amazonense interessado em disputar a Série C daquele ano, e a disputou simultaneamente com o estadual.[carece de fontes?]
No estadual, sem Nacional e Rio Negro, encontrou forte rival no Princesa do Solimões, com quem disputou ponto a ponto o título daquele ano, enfrentando-o na final e levando a melhor por ter a melhor campanha na primeira fase após vitória de 1 a 0 e derrota por 2 a 1.

### A partir de 1998, as glórias!
1998
Em 1998 o clube conquistou seu bicampeonato estadual, esse sem questionamentos pois Nacional e Rio Negro estavam em campo, decidindo com o último a taça e vencendo por 2 a 1. Foi finalista da Copa Norte, perdendo o título nos pênaltis para o Sampaio Corrêa do Maranhão. Na Série C chegou até à quarta fase, uma antes do tradicional quadrangular da Série C, sendo eliminado nos pênaltis pelo Itabaiana.
1999 o grande ano

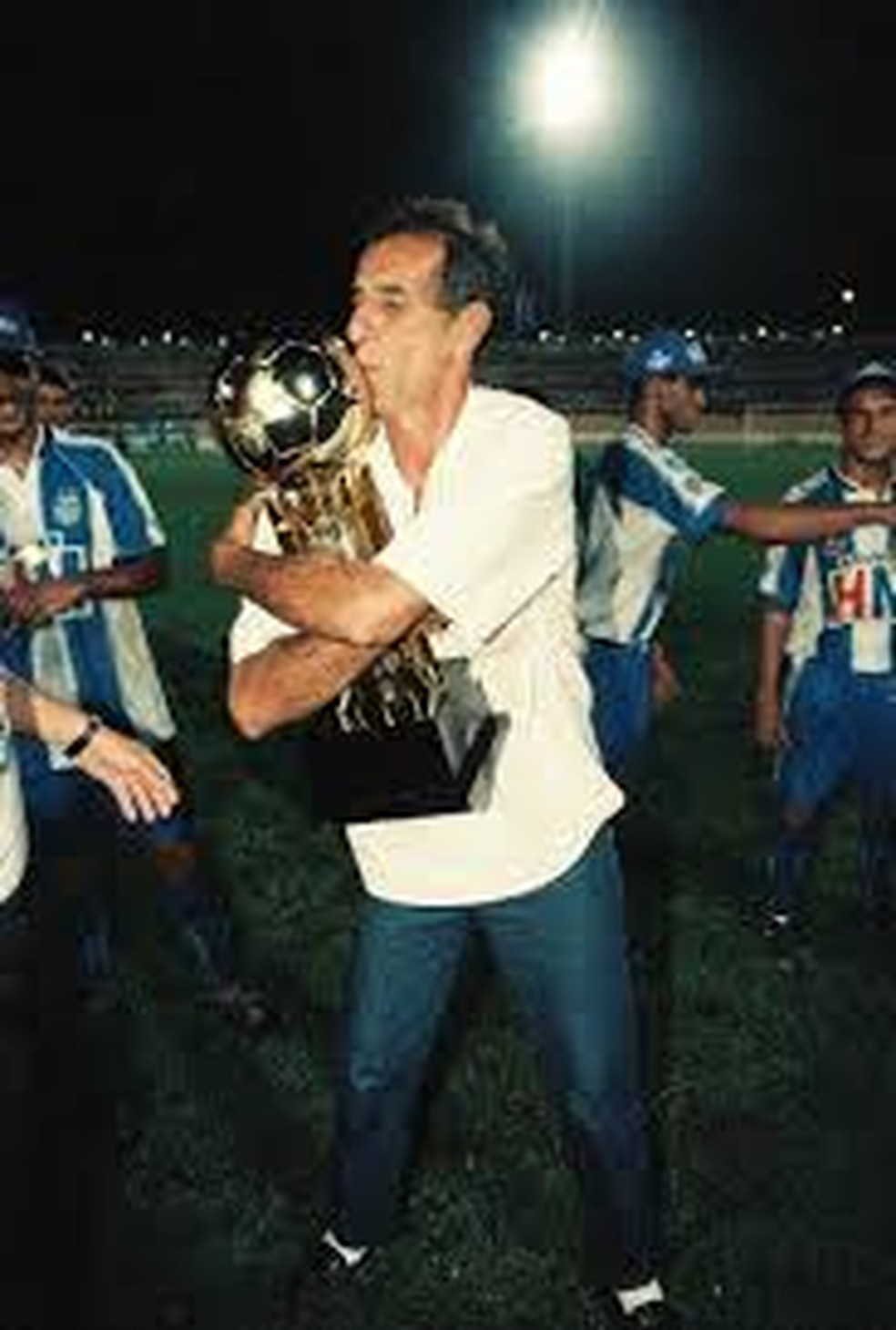
Aderbal Lana, técnico campeão da Copa Norte de 1999.

Em 1999, iniciou a temporada vencendo com louvor sua primeira Copa Norte, desforrando também nos pênaltis a derrota imposta pelo Sampaio Corrêa no ano anterior. Levou seu tricampeonato estadual vencendo os dois turnos, num jogo de título épico contra o Rio Negro. Na Série C conseguiu o acesso à Série B sendo o vice-campeão, ficando atrás apenas do Fluminense.
Naquele ano, foi indicado para a disputa da Copa Conmebol por ter sido campeão da Copa Norte, e foi semifinalista do torneio continental sendo eliminado pelo CSA.

### Consolidação e nova decadência
Nos anos 2000 o São Raimundo se consolidou como uma grande força no futebol do Amazonas e da região Norte. Foi finalista da Copa Norte em 2000, 2001 e 2002, últimas edições do torneio, vencendo em 2000 e 2001 contra Maranhão e Paysandu respectivamente, perdendo em 2002 para este último. Na Série B de 2000 terminou a fase regular em 2º lugar do seu grupo(a Série B era dividida em dois grupos regionalizados como hoje é a Série C), sendo eliminado de forma surpresa nas oitavas de final pelo Bangu, como castigo pela eliminação, o clube que estava entre os quatro melhores da primeira fase terminou em 11º lugar. Nos anos seguintes o clube esteve na metade de baixo da tabela, caindo em 2006 depois de sete temporadas no 2º nível mais importante da pirâmide do futebol brasileiro.
No estadual, em 2000 o clube teve sua sequência de estaduais interrompida pelo Nacional, voltando a vencer apenas em 2004, conquistando seu último em 2006. A partir de sua queda à Série C em 2006, o clube apresentou resultados inexpressivos e voltou a frequentar posições baixas no campeonato amazonense, chegando a ser rebaixado por duas vezes.

#### Rebaixamento à Série C
Ao longo dos sete anos na 2ª divisão do futebol brasileiro, com exceção das duas primeiras participações, o clube apenas brigou contra o rebaixamento, sempre escapando nas últimas rodadas. Em 2006, após seis anos na Série B, foi rebaixado para a Série C do Campeonato Brasileiro, ao ficar na 19º posição, melhor apenas do que o lanterna Vila Nova.
Em 2005, o clube escapou do rebaixamento ainda na penúltima rodada, se mantendo na Série B com um 14º lugar, perdendo posições na última rodada com derrota para o Ituano. Porem, na primeira edição da Série B com apenas 20 clubes, em 2006, o clube sofreu o rebaixamento. Na última rodada, entrava como lanterna da competição e dependia não só da vitória contra o Gama em Manaus como também de uma complexa combinação de resultados. A vitória em Manaus veio, porém, com exceção ao Vila Nova, todos os adversários que poderia ultrapassar venceram. O clube foi rebaixado em penúltimo lugar.
Aquele ano foi o último em que o Amazonas teve um representante na Segunda Divisão Nacional, e também o último em que a região norte teve mais de dois representantes na referida divisão: São Raimundo-AM, Paysandu e Remo, sendo os dois primeiros rebaixados para a terceira divisão da temporada seguinte.

### 2007, o divisor de águas
Muito se esperava do São Raimundo em 2007, rebaixado depois de sete anos seguidos na Série B, o clube era apontado como um dos favoritos a brigar por uma das vagas que poderiam marcar seu retorno à Série B. Mesmo com um nome fortalecido por conquistas que estavam menos de 10 anos atrás, por ser um expoente de uma grande capital do país, o São Raimundo se viu quebrado e sem um trabalho que visasse o manter forte.[carece de fontes?]
O clube não teve como manter boa parte do elenco que disputou ponto a ponto com tradicionais clubes do cenário nacional a permanência na segunda divisão mais importante do país em 2006. O clube então resolveu investir em jogadores oriundos do futebol amador de Manaus mesclados a profissionais de relativo sucesso no futebol do estado.[carece de fontes?]
No estadual, o clube esteve sempre na parte de cima, mas não teve eficiência em buscar o título estadual. Na Série C o clube mostrou que a falta de planejamento não gera bons frutos e teve uma péssima campanha, terminando em último lugar no grupo e entre os piores da competição.[carece de fontes?]
Renovação
Em novembro de 2007, ocorreu um fato histórico no São Raimundo: as eleições no clube significaram a quebra de um laço de 12 anos com Ivan Guimarães, que participou e foi um dos principais nomes do grupo responsável pela arrancada que o clube teve no fim dos anos 90 e início dos anos 2000. Após campanha péssima na Série C, a pressão dos torcedores e da nova diretoria forçaram uma separação com o clube, que posteriormente resultou no acerto do ex-dirigente com o Nacional. A chapa vencedora foi eleita mediante aclamação, tendo em vista que as duas forças que atuavam nos bastidores dessa eleição decidiram unir-se em prol de um chapa única e uma eleição sem mais desgastes. De um lado o vereador Jairo Dias, filho do ex-presidente João Dias, e do outro o promotor de justiça David Jerônimo, que conduziu por 3 anos a reformulação do Estatuto do Clube e abriu as portas para novos associados.[carece de fontes?]

### Campanhas Pós-Rebaixamento
2008
Mesmo assumindo o clube há 20 dias do início do campeonato Amazonense, a nova presidência com a ajuda do Conselho Deliberativo iniciou a reconstrução de todo o plantel. Foram contratados todos os 30 jogadores, tendo em vista que a administração passada não deixou vínculos com nenhum atleta. A maioria era dos estados de Minas Gerais, Mato Grosso e São Paulo. Os principais nomes daquele elenco eram os atacantes Branco e Marinho, o goleiro Leandro Silveira e os volantes Catatau e Paulinho.[carece de fontes?]
Apesar de não conseguir classificação para a Série C, o clube manteve a competitividade no âmbito estadual, terminando a competição em 4º lugar no geral, e com o atacante Marinho na vice-artilharia com 10 gols. A torcida elogiou a postura guerreira do time e apoiou a diretoria na continuação do trabalho.[carece de fontes?]
2009
Em 2009, o clube anunciou um projeto ambicioso, que visava colocar o clube na Série A do Campeonato Brasileiro no ano de 2014, ano da Copa do Mundo de Futebol no Brasil e que Manaus foi uma das sedes. Mas, como o clube não conseguiu acesso a Série D de 2010, por ter ficado no 4º lugar geral no Campeonato Amazonense de 2009, o clube se viu obrigado em passar por todas as divisões do futebol brasileiro sem poder ficar mais de um ano numa mesma divisão.[carece de fontes?]
2010
Em 2010, com um início de temporada conturbado, o clube se vê sem opções para técnico e o ex-zagueiro Donizete assume o comando do clube. Sem maiores experiências, o "técnico" não conseguiu um bom resultado e nem o controle do time, que em ação de retaliação deixou-se vencer dois jogos seguidos por 4 a 0 contra Princesa do Solimões e América. Com a pressão de suas torcidas organizadas, os dirigentes se viram obrigados a tomarem medidas drásticas para melhorar o desempenho do time, assim escapando de um possível rebaixamento no campeonato amazonense. Então, no segundo turno, trouxeram de volta o ex-jogador e ex-técnico do clube em 2009, Luís Carlos Winck que mesmo com o mesmo elenco, conseguiu estruturar o time e com a contratação de alguns reforços não só livrou o time do rebaixamento, mas chegou a final do segundo turno e num jogo emocionante em Itacoatiara perdeu nos pênaltis. Diante de um estádio lotado de moradores do município torcendo contra, mas impulsionado pela sua fiel torcida que mesmo longe se mobilizou para acompanhar o time do coração, enquanto o time se lamentava sua torcida alviceleste de pé os aplaudiam, pois reconheceram o quanto o time havia sido guerreiro. Em 2010, novas eleições aconteceram, dos tempos áureos, Orlando Saraiva foi aclamado presidente, tendo Mozart Luís dos Santos como vice. No início de 2011, devido problemas pessoais, Mozart o substituiu até o fim do mandato. No fim do mesmo ano foi aclamado presidente.

### Atualmente
Relegado ao cenário local, o clube obteve campanhas regulares, chegando à eventuais semifinais de turno, e até a final de um em 2011, onde perdeu nos pênaltis o título da Taça Cidade de Manaus para o Penarol. Depois de alguns anos, em 2014 a situação se viu decadente onde o "Tufão" flertou com o rebaixamento até a última rodada. Em 2017 o rebaixamento então se fez inevitável, com a equipe, montada em parceria com o município de Fonte Boa, caindo em último lugar com 13 derrotas em 14 jogos. Voltou à Primeira Divisão no mesmo ano após ser campeão da Edição Extra da Segunda Divisão. Apesar dos esforços, voltou a ser rebaixando na Primeira Divisão em 2018, sendo assim rebaixado por 2 anos seguidos na mesma divisão. Em 2019, pela primeira vez desde 1994, não disputou a elite do futebol amazonense; na Segunda Divisão foi vice-campeão perdendo o título para o Amazonas, apesar da derrota, novamente garantiu o acesso. No estadual de 2020 terminou em 4º lugar no campeonato, perdendo a classificação para as finais na reta final da fase regular.

### Finalista em 2021
Em 2021 o clube alviazul foi finalista do Campeonato Amazonense de Futebol novamente depois de 15 anos. O "Tufão" teve uma 1ª fase regular, se classificando apenas em 7º lugar dentre 9 clubes para a fase final. Nas Quartas de Final, de forma surpreendente, passou pelo Amazonas, clube de maior orçamento, após vitória por 3 a 1 depois de perder a ida por 2 a 1. Na Semifinal novamente surpreendeu ao vencer a 1ª partida por 5 a 2 diante do Princesa, a derrota por 3 a 2 na volta não interferiu no resultado final e se classificou para a final. Na final enfrentou o Manaus, vencendo o 1º jogo por 2 a 1. Na partida de volta, chegou a estar a frente no placar por duas vezes, o jogo estava empatando em 2 a 2 até os acréscimos do 2º tempo, quando o adversário fez o gol da vitória aos 6 minutos acrescidos, sendo assim ele campeão pela vantagem de ter a melhor campanha.

### 2022
Mais um rebaixamento no Estadual
Em 2022 o "Tufão da Colina" foi novamente rebaixado no Campeonato Amazonense, sofrendo cinco derrotas seguidas logo nas primeiras rodadas. O clube chegou a apresentar recuperação chegando à última rodada com chances de permanência mas com a derrota por 4 a 1 para o Manauara o clube acabou rebaixado pela 3ª vez em 5 anos.
Copa do Brasil
O clube voltou ao torneio nacional, que não disputava desde 2007. Enfrentou o Manaus, adversário da final do estadual de 2021. O "Tufão" acabou derrotado por 1 a 0 e foi eliminado na 1ª fase.
Série D
Em 2022 o clube voltava também ao Campeonato Brasileiro de Futebol, agora na 4ª divisão, a Série D, da qual era estreante. Para a competição, o clube trouxe Aderbal Lana para ser o técnico, voltando depois de 19 anos. Na 1ª fase fez parte do Grupo A1 que contava com outras 7 equipes da região norte e se classificou em 2º lugar com 24 pontos. Na 2ª fase enfrentou o Tocantinópolis, empatando em 2 a 2 em Manaus e depois sendo derrotado por 4 a 1 como visitante, sendo assim eliminado do torneio.
Semifinalista da Copa Verde
O clube foi ainda o único amazonense a disputar a Copa Verde de Futebol de 2022, fazendo assim sua estreia também nesta competição. O "Tufão" estreou contra o São Raimundo de Roraima, jogando em Boa Vista onde venceu por 2 a 1. Na 2ª fase enfrentou e venceu a Tuna Luso Brasileira, em Belém, por 3 a 0. Já na fase semifinal encontrou um grande adversário do início dos anos 2000, o Paysandu e, após empate em 2 a 2 na Arena da Amazônia e derrota em Belém por 3 a 0, acabou eliminado.

### 2023
Em 2023 o São Raimundo fez uma boa campanha na primeira fase da segunda divisão estadual, nas semis-finais, o clube garantiu o acesso após golear o RB do Norte por 3 a 0 e garantiu mais um acesso para a elite estadual.

## Símbolos

#### Escudo

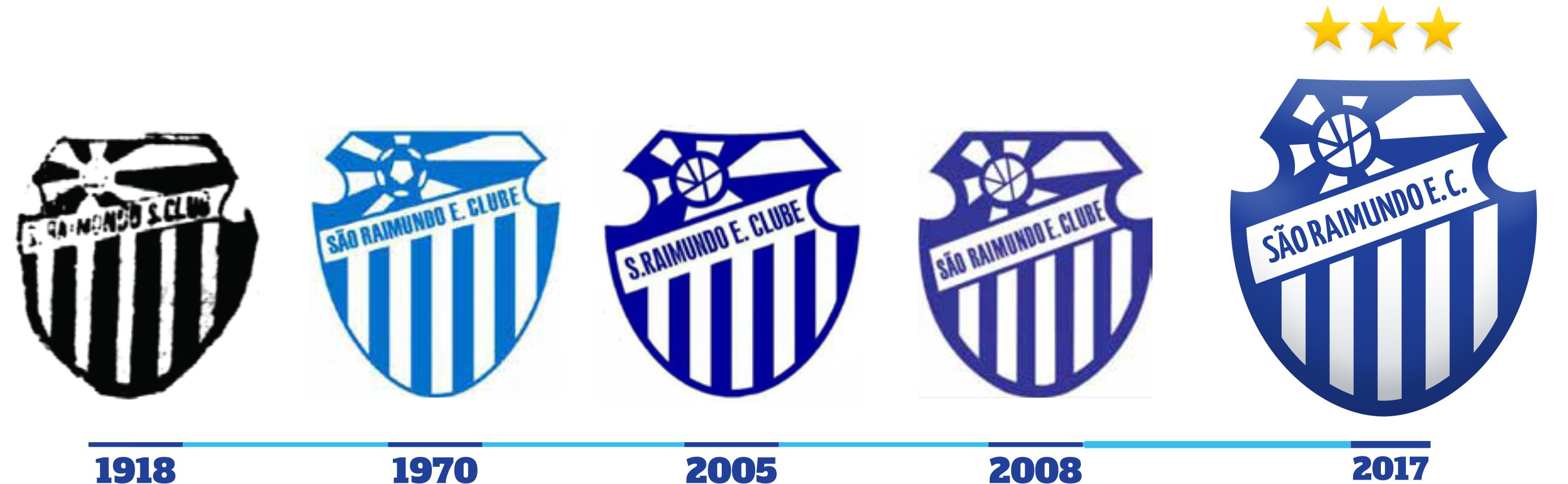
Evolução do escudo do São Raimundo ao longo dos anos

O escudo do clube teria se inspirado no São Cristóvão de Futebol e Regatas, clube tradicional do Rio de Janeiro, que foi campeão do Torneio Início do Campeonato Carioca em 1918. O escudo é descrito no estatuto do clube, no artigo 86, parágrafo III: "...é representado por uma figura geométrica, sua base será uma linha curva, côncava, de cujas extremidades partirão duas linhas menores, convexas, entre si, das extremidades destas sairão duas linhas, aproximadamente da mesma dimensão, retas e um pouco inclinadas para o interior, linhas estas ligadas entre si por uma outra reta horizontal, fechando desse modo a figura. Atravessará a figura uma faixa em sentido transversal, composta de duas linhas paralelas traçadas de maneira a formar um ângulo com a reta horizontal superior, partindo das extremidades, pequena curva convexa direta. A faixa conterá o nome do clube no centro do espaço compreendido entre a faixa e a reta horizontal superior, um pouco para a esquerda, haverá uma pequena circunferência imitando uma bola de futebol, donde partirão seis raios azuis, irregulares. O espaço inferior compreendido entre a faixa e a côncava da base, será cortado por onze (11) listras perpendiculares, azuis e brancas, intercaladas de modo que a primeira e a última sejam azuis".
Ao longo dos anos, houve algumas mudanças, levando a ser utilizado um escudo diferente do que estava descrito no estatuto. Com o surgimento de novas mídias digitais era necessário modernizar e corrigir o escudo, então, em 2017, a empresa de marketing digital "Fermen.to" e o designer Bernardo Bulcão foram convocados pela diretoria do clube para realizar o trabalho de repaginar o escudo, tornando-o moderno e de acordo com a descrição do Estatuto. As novas adaptações foram trabalhadas um novo aspecto visual, facilitando a identificação da marca perante ao público e a modelagem em mídias online, impressa, e trabalhos em 3D por exemplo.

#### Cores

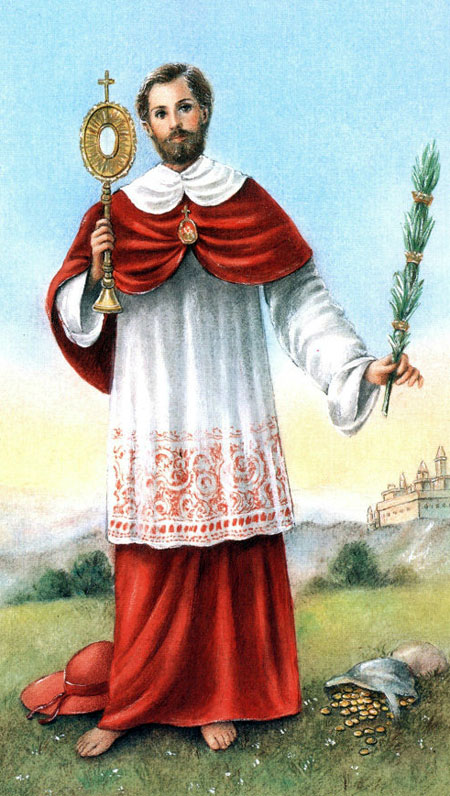
São Raimundo Nonato

No início da sua história, o clube cogitou adotar a cor vermelha em referência às túnicas do santo São Raimundo Nonato, padroeiro do bairro. Porém, tecidos nas cores vermelhas eram raros e caros (principalmente pelo colapso da indústria têxtil durante a Primeira Guerra Mundial), sendo que para um clube que estava nascendo no subúrbio não poderia fazer extravagancias. Esses fatores foram decisivos para que o São Raimundo procurasse uma uma alternativa bem mais econômica, adotando cores mais comuns - de fácil acesso no comércio manauara na época - e adotou-se o Azul Royal e branco, como cores oficiais, definidas no artigo 86, parágrafo V, do seu estatuto.

#### Estrelas

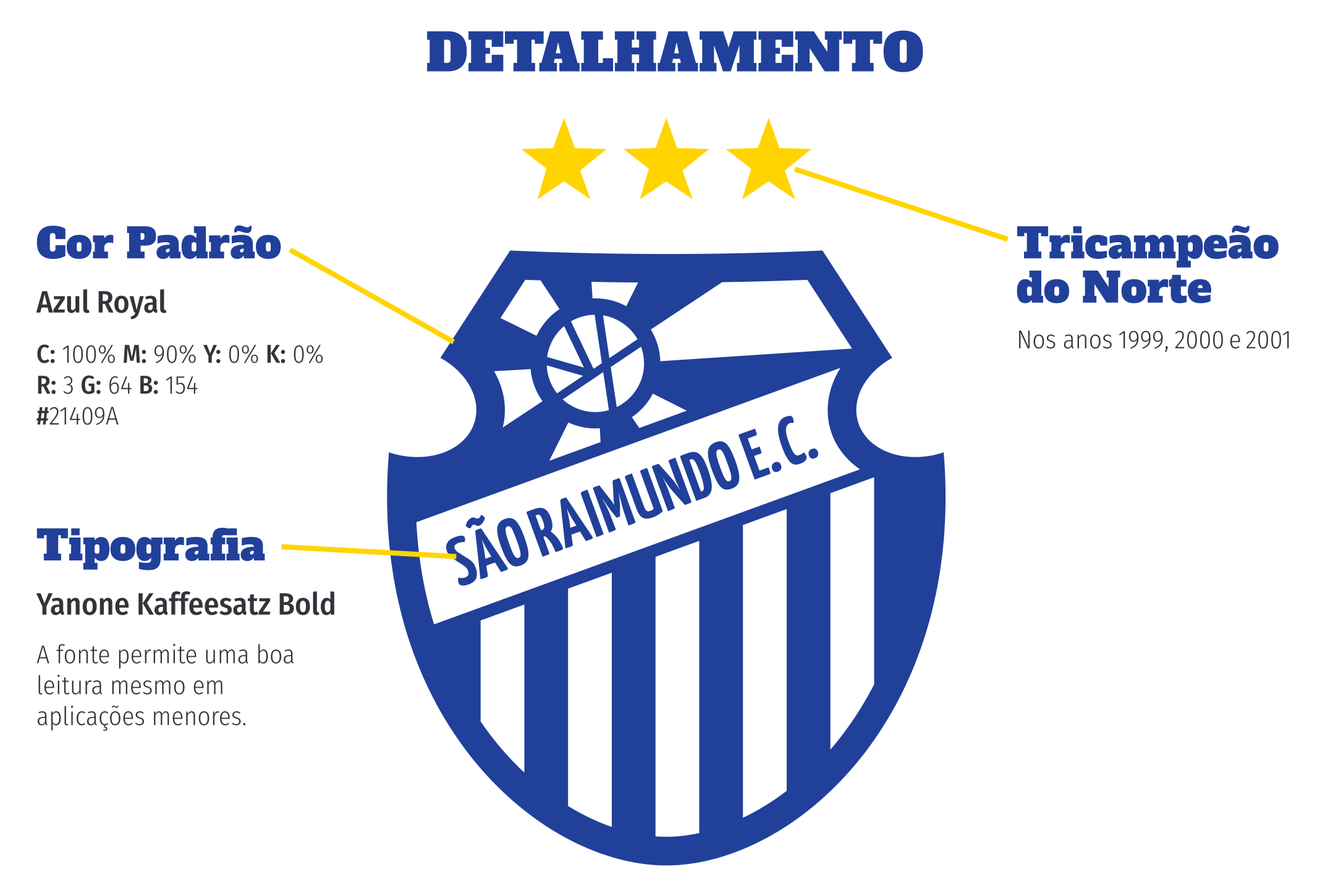
Detalhamento do Escudo do São Raimundo com as cores oficiais.

Ultimamente o clube ostentava 7 estrelas, sendo que as três estrelas superiores representavam a conquista das Copas Norte, cada uma nos respectivos anos: 1999 – 2000 – 2001. E as 4 estrelas inferiores destacava os títulos Estaduais de 1997, 1998, 1999 e 2004 (na considerada fase de ouro do clube). Com a reformulação do escudo, passou a utilizar apenas três estrelas que simbolizam as conquistas regionais.

#### Uniforme
O uniforme principal do São Raimundo é caracterizado por camisas com listras verticais alternando entre as cores azul royal e branco, com o escudo no lado esquerdo próximo ao coração, combinado com shorts e meias azuis. O uniforme reserva é na cor branca. Durante sua história o clube já usou outros modelos como uma camisa totalmente azul e também uma camisa azul com uma faixa horizontal branca na barriga, sendo que esta última, curiosamente consta no seu estatuto como segundo uniforme oficial (artigo 86, parágrafo VII - O segundo uniforme será todo azul Royal circundado ao centro por uma listra horizontal branca de doze centímetros, contendo na frente o escudo do clube), mas só há registro de uso na década de 60. Com o passar dos anos o clube adotou o azul-celeste como alternativa ou detalhes, devido a proximidade com o hino oficial e a alcunha alvi-celeste adotada nos anos 90. Seu material esportivo já foi produzido por empresas como Scoring, Penalty, Wilson, Bomache e atualmente pela Icone Sports.

#### Mascote
O mascote do São Raimundo é o "Tufão", o que surgiu como uma alcunha, adotada no hino e que acabou virando mascote do clube. A exemplo do Fast Clube, o São Raimundo não tinha devidamente um mascote, então sua torcida adotou por um grande período o personagem de desenhos animados Taz-Mania como representação de seu mascote. O Taz-Mania é um diabo-da-tasmânia, animal que habita somente a ilha australiana da Tasmânia. O que motivou o apreço da torcida pelo mascote foi pelo fato deste surgir em forma de redemoinho, como prova de sua ira, nos desenhos animados, a torcida associou isso ao tufão.
O mascote oficial do clube (tufão) não tem uma personificação oficial, sendo que atualmente encontra-se utilizado apenas na alcunha do clube. O mascote do clube, se assemelha ao “Furacão” do tradicional clube brasileiro Atlético Paranaense.

#### O Hino
O hino do São Raimundo é de autoria do carioca Francisco da Silva, que o compôs em 1997. O hino foi gravado apenas em 2000.

#### Alcunhas
Ao clube foram dadas muitas alcunhas ao longo da história, com sentidos diferentes. Apelidos como "Tufão da Colina", "Alvi-azul" e "Alviceleste" foram dados por sua torcida, outros foram dados em sentido pejorativo pelos rivais e adotados por seus torcedores, como o apelido "Bucheiros" onde os rivais tentavam menosprezar o clube através de sua modesta capacidade financeira.
O apelido "Tufão da Colina" surgiu em 1956, quando o São Raimundo disputou o seu primeiro campeonato na elite. Como era um time recém saído dos jogos amadores, os outros times e a imprensa não acreditavam muito no time suburbano. Depois, diante de jogos onde mostrou grande qualidade, o radialista Irisaldo Godôt rendeu-se ao São Raimundo, intitulando-o como um "Tufão da Colina", que chega forte como um tufão e por onde passa causa destruição nos adversários. Irisaldo Godôt foi jornalista chefe de esporte do "O Jornal" e do "Diário da Tarde", ex-diretor da Imprensa Oficial, primeiro presidente da entidade dos cronistas esportivos, fez parte do grupo executivo da construção do Estádio Vivaldo Lima e tem seu nome no ex-Beco Carlos Alves, no bairro da Raiz e também na ex-Rua Santo Amaro, no Colônia Santo Antônio.
Como o clube está sediado em uma área suburbana da capital amazonense, era tratado pejorativamente pelos rivais como “Bucheiros”, pois a área era um local de pobres imigrantes nordestinos, população afrodescendente e de operários do matadouro de animais onde limpavam a carne para ser comercializada. Quando começou a bater de frente com os clubes da elite e ganhar títulos, a torcida abraçou e transformou o que era pejorativo em alcunhas carinhosas de muito orgulho. Logo veio também o “O Time do Povo” e “São Rai”. O apelido "Mundico" vem de uma forma carinhosa de "Raimundo", o que acabou sendo adotado pela torcida do clube.

## Notáveis

### Ídolos

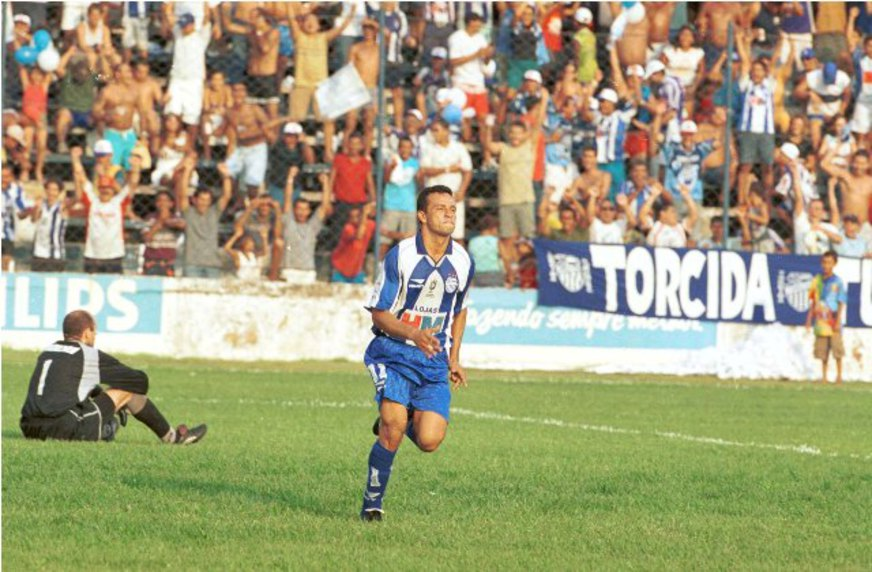
Delmo, é um dos grande ídolos do clube. Na foto, o jogador em ação no Campeonato Amazonense de 2004

- Paulinho Bafafá - Zagueiro (1960-1980)
- Santarém - Atacante (1957-1970)
- Delmo - Atacante
- Marcelo Araxá - Meio-campista

### Jogadores
- Marinho
- Neto
- Bolo
- Marco
- Careca
- Caroço
- Waldir

### Dirigentes
- Ivan Guimarães
- Manoel do Carmos Chaves “Maneca”
- David Jerônimo
- João Dias Neto
- Orlando Saraiva

### Treinadores
- Aderbal Lana
- Evilásio Soares - Campeão em 1961
- João Bosco - Campeão em 1966
- Paulo Galvão - Campeão Invicto em 2004
- Carlos Prata - Campeão Invicto em 2006
- Luís Carlos Winck

## Rivalidades
O cargo de maior rivalidade do São Raimundo pode ser dividido em quatro períodos, antes do seu momento áureo e historicamente contra o Sul América(1955-1996), na primeira parte do seu momento áureo contra o Rio Negro (1998-2003), na segunda parte do seu momento áureo contra o Nacional (2000-2006) e depois do fim desse momento, contra o Nacional Fast Clube (2006-hoje)

#### O Clássico Galo Preto

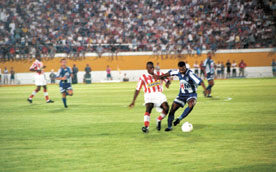
São Raimundo x Sul América em 1999

O mais ferrenho rival histórico do São Raimundo é o Sul América do bairro vizinho do Glória, que desde 1932 (ano em que foi fundado) acirra as disputas com o time "colinense". A partir de 1956 com o ingresso do São Raimundo no futebol profissional, o jornalista Irisaldo Godô cria os apelidos de “tufão” para o São Raimundo e “trem” para o Sul América.
Por serem clubes de bairros vizinhos e terem suas torcidas baseadas neles, faziam a época um clássico de cunho bairrista, a rivalidade era tão grande que as “velhas macumbeiras” e outros envolvidos com magia negra nos bairros faziam uma guerra, sempre envolvendo galos que eram deixados em frente à sede do clube adversário. Foram ferrenhos rivais até o grande crescimento do São Raimundo no final dos anos 90. Uma prova da grande rivalidade é que antes do momento áureo do São Raimundo a partir de 1997, o Sul América tinha vantagem de três vitórias nos confrontos gerais (20  vitórias do São Raimundo, 15 empates e 23 vitórias do Sul América).
| Estatísticas                  |     |
| Número de jogos               | 89  |
| Vitórias do São Raimundo      | 41  |
| Vitórias do Sul América       | 27  |
| Empates                       | 21  |
| Número de gols                | 236 |
| Gols feitos pelo São Raimundo | 136 |
| Gols feitos pelo Sul América  | 100 |

- Contam apenas os dados do Campeonato Amazonense, não tendo dados completos de demais torneios e jogos amistosos.

#### Clássico da Luta
Nos anos de seu fortalecimento, o São Raimundo encontrou no tradicional Rio Negro um primeiro grande rival. Com o clube alvinegro realizou os embates mais disputados no estado no final dos anos 90 e com ele decidiu os estaduais de 98 e 99, e também na Série C em 1999. As partidas disputadíssimas renderam ao confronto a alcunha de “Clássico da Luta”. Ali o São Raimundo se inseria entre os grandes do futebol do estado.
| Estatísticas                  |     |
| Número de jogos               | 104 |
| Vitórias do São Raimundo      | 32  |
| Vitórias do Rio Negro         | 49  |
| Empates                       | 23  |
| Número de gols                | 291 |
| Gols feitos pelo São Raimundo | 128 |
| Gols feitos pelo Rio Negro    | 163 |

#### Clássico Azul ou São-Nal

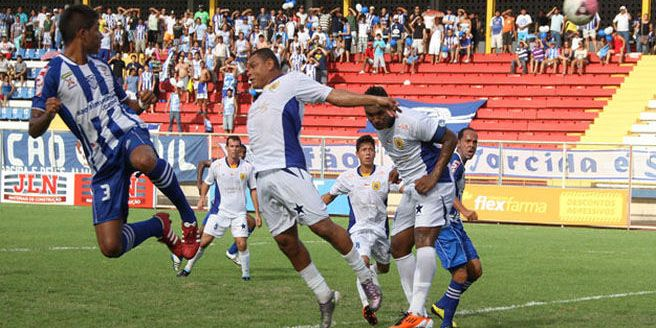
Clássico entre São Raimundo e Nacional pelo estadual de 2014

Com a ascensão do São Raimundo, era obvio que em algum momento uma grande rivalidade com o Nacional afloraria. Outrora o segundo clube de muitos nacionalinos, o São Raimundo passou a ser um grande rival para este a partir da final do estadual de 2000, única disputada entre os dois na história e vencida pelo Nacional, A partir de então o confronto passou a ser chamado de Clássico Azul ou São-Nal, isso se deve ao fato dos dois clubes utilizarem a mesma cor em seus uniformes, embora em tonalidades diferentes.
| Estatísticas                  |     |
| Número de jogos               | 126 |
| Vitórias do São Raimundo      | 20  |
| Vitórias do Nacional          | 71  |
| Empates                       | 35  |
| Número de gols                | 364 |
| Gols feitos pelo São Raimundo | 130 |
| Gols feitos pelo Nacional     | 234 |

#### Clássico São-Fast
Quando o São Raimundo chegou aos seus anos áureos, o Fast Clube atravessava uma grave crise financeira. Isso mudou em 2006, quando o Fast Clube estava em Itacoatiara e com a estrutura oferecida pelo município, se fortaleceu. Naquele ano, o clube tricolor foi o único que ofereceu resistência ao previsível título bucheiro e contra este disputou a taça. Depois, com a volta do Fast Clube a Manaus a rivalidade se acirrou mais por fatores extracampo, pois torcidas organizadas dos dois clubes estão inseridas em movimentos opostos de torcidas organizadas trazidos de outros centros, que são característicos por promover a violência envolvendo o futebol.
| Estatísticas                  |     |
| Número de jogos               | 105 |
| Vitórias do São Raimundo      | 32  |
| Vitórias do Fast Clube        | 43  |
| Empates                       | 30  |
| Número de gols                | 273 |
| Gols feitos pelo São Raimundo | 131 |
| Gols feitos pelo Fast Clube   | 142 |

## Patrimônio
Atualmente o clube tem como patrimônio seu estádio (que está em estado de comodato com o governo do estado) e sua sede social.

#### Estádio

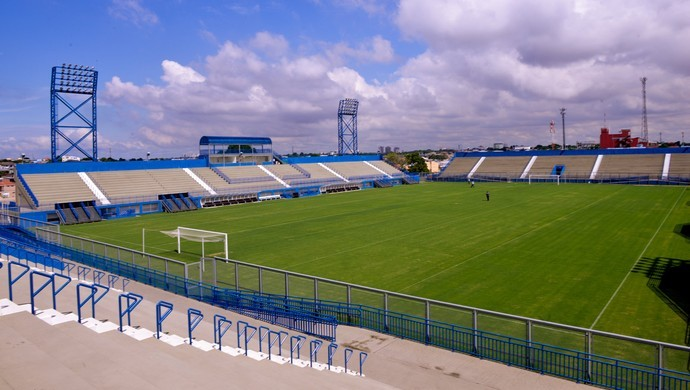
Estádio Ismael Benigno, o "Estádio da Colina".

O São Raimundo ganhou seu próprio estádio ainda no amadorismo, quando seu campo no alto de uma colina no bairro do São Raimundo começou a ser murado e a ganhar pequenas arquibancadas. Ali iniciava-se a construção do Estádio Ismael Benigno por ideia do benfeitor que deu seu nome anos depois ao estádio. O estádio original foi completamente demolido para dar lugar a uma estrutura mais moderna que atenderia as exigências para que Manaus recebesse partidas da Copa do Mundo de 2014.
No seu formato antigo, chegava a comportar de maneira não oficial até 25 mil pessoas, a estrutura atual, seguindo as exigências da CBF conta hoje com 10,4 mil lugares. A iluminação é de moderna geração com 36 lâmpadas em cada uma das 4 torres, totalizando 140 refletores. O estádio possui 8 lojas e 2 lanchonetes com banheiros internos, e mais 8 banheiros para utilização pública (4 masculinos e 4 femininos), 7 bares, sala para coletiva, 2 vestiários completos com 12 chuveiros, vestiários para árbitros masculinos e femininos, sala médica, sala de exame, sala de massagem, sala de preleção e para comissão técnica. O local de aquecimento dos jogadores tem grama sintética no piso. Também possui 2 bilheterias de entradas e 7 portões de saída, sistema de som, cabine de transmissão de rádio e TV, sala VIP, espaço acima das cabines de TV e sala VIP para fotógrafos e cinegrafistas.
O estádio também atende a todas as normas de acessibilidade quanto à circulação mínima, rampas de acesso às arquibancadas, banheiros dimensionados e equipados para uso de Portadores de Necessidades Especiais, barras de apoio e cuidado na escolha dos acabamentos do piso. Além da atenção para as normas de saídas de emergência quanto à largura de corredores, saídas acessíveis e rotas de fuga com oito escadas de emergência para atender os torcedores. A obra teve o custo de R$ 24 milhões. A responsável pela reforma foi a construtora Tecon (Tecnologia em Construções LTDA).

#### Sede
A sede social e oficial do clube se localiza na Rua 5 de Setembro, a "Rua da ponte", no bairro São Raimundo, em Manaus. Trata-se de uma sede administrativa, com algumas funções de lazer em espaço fechado. 

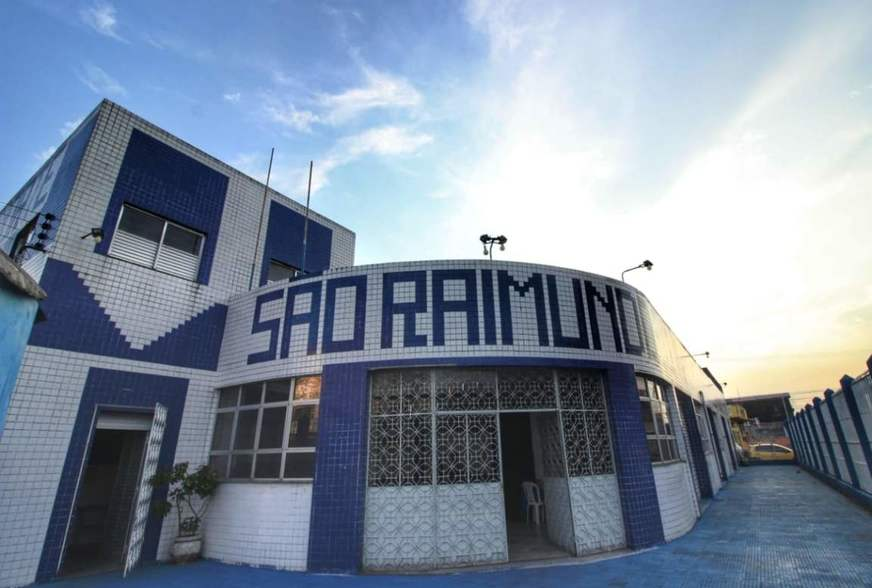
Sede social do São Raimundo

É patrimônio histórico e cultural de Manaus, tombado pela prefeitura da cidade sancionado pelo prefeito de Manaus, Arthur Virgílio Neto, regulamentado pela Lei 2.527, de 31 de Outubro de 2019 e publicado no Diário Oficial do Município,
Cumpre significativo papel na história do clube e na vida do bairro do São Raimundo com realização de bailes e eventos importantes da comunidade local. Inaugurada em 1915 por Francisco Rebelo e o professor Assis na criação do Risópolis Clube Recreativo (clube que originou o São Raimundo E.C), o espaço social alviceleste guarda inúmeros troféus e registros de títulos amazonenses, das três Copa Norte, o vice-campeonato brasileiro da Série C em 1999, e a participação na Copa Conmebol, sendo o único time do Estado a disputar uma competição internacional. 

## Torcida

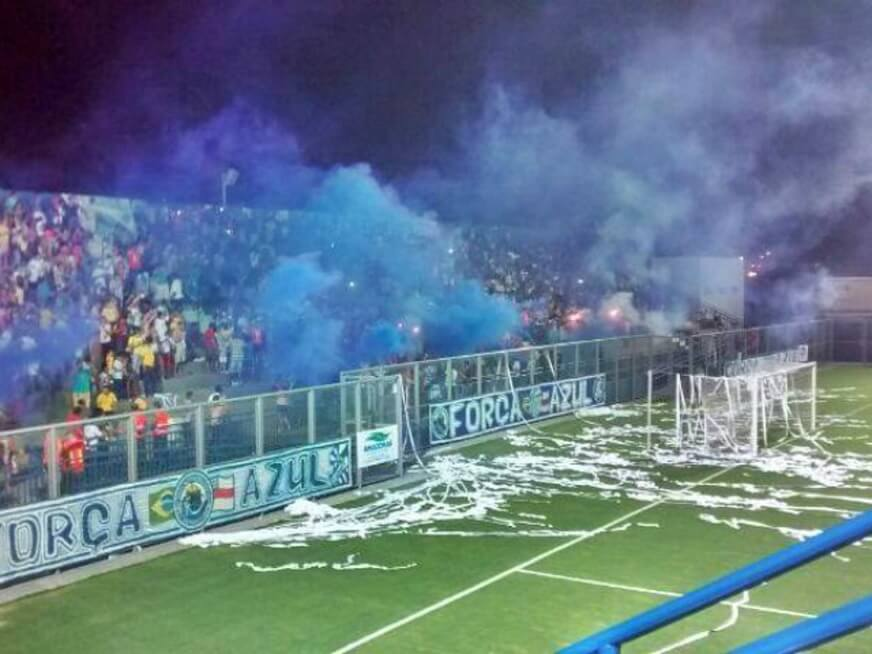
Torcida do São Raimundo em dia de partida no Estádio da Colina.

Durante muitos anos, o "Tufão" foi o dono da quarta maior torcida do estado, atrás de Nacional, Rio Negro e Fast Clube, que formavam aquele que outrora era o "Trio de Ferro" do futebol amazonense. No passado, o São Raimundo era um time de bairro, denominação que praticamente sumiu no Brasil, mas ainda é presente em países como a Argentina e Uruguai. Por ser um clube muito ligado ao bairro que representava, sua torcida era muito forte no local, tratado com muito carinho pelos bairristas e fazendo surgir rivalidade com torcedores do clube do bairro vizinho, o Sul América.
Com a sua definitiva volta ao futebol em 1997, reorganizado e reestruturado, com o grande sucesso que obteve nos 10 anos seguintes, o clube fez com sua torcida crescesse bastante, transcendendo as barreiras do bairro do São Raimundo, fazendo-se popular em toda a Manaus, tornou-se quase uma seleção do Amazonas, sendo apoiado inclusive por torcedores de outros clubes do estado. A partir de sua fase áurea, conquistou grande número de adeptos, chegando a ocupar o posto de segunda maior do estado, tomando o posto que historicamente pertenceu ao Rio Negro.
Torcidas Organizadas
- Bucheiros da Colina
- Torcida Organizada Furacão Azul
- Torcida Uniformizada Força Azul

## Estatísticas

### Participações
|  | Participações em 2025 |

| Competição | Competição            | Temporadas | Melhor campanha            | Estreia | Última | P | R |
| Amazonas   | Campeonato Amazonense | 61         | Campeão (7 vezes)          | 1956    | 2025   |   | 3 |
| Amazonas   | 2ª Divisão            | 3          | Campeão (2017.2)           | 2017.2  | 2023   | 3 |   |
|            | Copa Verde            | 1          | Semifinal (2022)           | 2022    | 2022   |   |   |
| Brasil     | Série B               | 7          | 11º colocado (2000 e 2001) | 2000    | 2006   | – | 1 |
| Brasil     | Série C               | 5          | Vice-campeão (1999)        | 1996    | 2007   | 1 | – |
| Brasil     | Série D               | 1          | 24° colocado (2022)        | 2022    | 2022   | – |   |
| Brasil     | Copa do Brasil        | 8          | 3ª fase (2000)             | 1998    | 2022   |   |   |
|            | Copa Conmebol         | 1          | 3º lugar (1999)            | 1999    | 1999   |   |   |

### Nacionais
*Por falta de registros, só foram computados os anos de profissionalismo

## Títulos Oficiais
| REGIONAIS | REGIONAIS                                                   | REGIONAIS | REGIONAIS                                 |
|           | Competição                                                  | Títulos   | Temporadas                                |
| --------- | ----------------------------------------------------------- | --------- | ----------------------------------------- |
|           | Copa Norte                                                  | 3         | 1999, 2000 e 2001                         |
| ESTADUAIS |                                                             |           |                                           |
|           | Competição                                                  | Títulos   | Temporadas                                |
|           | Campeonato Amazonense                                       | 7         | 1961, 1966, 1997, 1998, 1999, 2004 e 2006 |
|           | Campeonato Amazonense - Segunda Divisão                     | 2         | 1946, 2017                                |
|           | Torneio Início                                              | 4         | 1956, 1963, 1998 e 2005                   |
|           | Taça Estado do Amazonas (1º Turno do Campeonato Amazonense) | 1         | 2006                                      |
|           | Taça Cidade de Manaus (2º Turno do Campeonato Amazonense)   | 1         | 2006                                      |

## Campanhas notórias
- Copa Conmebol: 3º lugar (1999)

- Vice-Campeonato Brasileiro - Série C: (1999)

- Vice-Campeão da Copa Norte: 2 (1998 e 2002)

- Vice-Campeonato Amazonense: 3 (1964, 2000 e 2021)

## Rankings

### Ranking da CBF
- Posição: --
- Pontuação: 198 pontos
- Região Norte: 5º
- Estadual: 2º

Ranking criado pela Confederação Brasileira de Futebol que pontua todos os times do Brasil.

### Outros Rankings
Clubes brasileiros no Ranking da Conmebol
Hoje encontra-se no ranking histórico da Conmebol figurando a participação de 41 clubes brasileiros no século passado, sendo o São Raimundo um dos três clubes da região norte a figurar no ranking e o único time amazonense que disputou um campeonato internacional oficial.
- Posição: 35º
- Pontuação: 6 pontos

Ranking Placar
- Posição: 73º
- Pontuação: 13 pontos